# Tysktime (roman)
Tysktime (orig: Deutschstunde) er en roman af Siegfried Lenz. Bogen blev udgivet i i 1968, og den danske oversættelse i 1970. I romanen sætter Lenz det centrale tema i tysk efterkrigslitteratur i forgrunden: sammenfletningen af skyld og pligt under nazismen. Fokus er på modsætningen mellem at opfylde pligter og individuelt ansvar.

De modstridende overbevisninger personificeres i romanens antagonister, politibetjenten Jens Ole Jepsen og maleren Max Ludwig Nansen. Sidstnævnte har et forbillede i Emil Nolde, hvis værker, på trods af hans antisemitiske og pro-nazistiske synspunkter, blev fordømt som "degenereret kunst" under nazismen.
I rammefortællingen nedskriver politimandens søn, Siggi Jepsen, begivenhederne på et ungdomsfængsel for adfærdsvanskelige unge. Titlen Tysktime er således tvetydig – som en tysktime og som en lektion i tysk historie.

## Handling
Siggi Jepsen, en indsat på en institution for unge med vanskelige indlæringsevner, får emnet "Pligtens glæder" i en tysktime og dumper: Han afleverer en tom notesbog. Årsagen til hans fiasko er imidlertid, at han har for meget at skulle have sagt om dette emne – i varetægtsfængslingen, som han frivilligt fortsætter med at forlænge, skriver Siggi nu om sin barndom og ungdom,som var præget af “pligt”. Siggi Jepsens far Jens Ole havde været politibetjent på den "nordligste politistation i Tyskland" i den fiktive slesvig-holstenske landsby Rugbüll.

I 1943 blev Jens Ole Jepsen af de nationalsocialistiske myndigheder bestilt til at indføre et maleforbud mod den
ekspressionistiske maler Max Ludwig Nansen og til at overvåge dette forbud. Selvom Jepsen har været venner med Nansen siden sin ungdom, og Nansen endda reddede hans liv én gang, tvivler han ikke på sin pligt til nøje at følge disse ordrer. Da han forsøger at opildne sin daværende ti år gamle søn Siggi til at spionere mod maleren, sætter han ham i en samvittighedskonflikt, fordi Nansens atelier er som et andet hjem for Siggi. Han beslutter sig for at være ulydig mod sin far og hjælper i stedet Nansen med at gemme malerierne.
Siggis far er drevet af en fanatisk pligtfølelse snarere end af nationalsocialistisk ideologi, i modsætning til sin kone, der, som det lejlighedsvis udtrykkes, er fuldstændig overbevist om nationalsocialismen. Da Siggis bror Klaas lemlæster sig selv for at undgå krigstjeneste, bliver han forstødt af sine forældre – kun med held og Nansens hjælp kan han overleve krigen.
Selv efter krigens afslutning havde faderen ingen tvivl. Tværtimod forblev han overbevist om, at det stadig var hans pligt at ødelægge Nansens malerier. Da den gamle mølle, hvor Siggi har opbevaret nogle af Nansens malerier, går i brand, antager Siggi, at hans far har opdaget maleriernes skjulested og sat ild til det. Siggi bliver nu besat af at skulle "redde" Nansens malerier fra sin far. Han bliver således kunsttyv, hvilket i sidste ende fører til hans anholdelse og fængsling på et forbedringshjem.

## Udgivelser
Deutschstunde blev en af de største fiktionssucceser i Tyskland efter 1945.Romanen er blevet oversat til mere end 20 sprog.
- Siegfried Lenz: Deutschstunde. Hoffmann und Campe, Hamburg, førsteudgave 1968, ISBN 3-455-04211-2.
- Siegfried Lenz: Deutschstunde. Deutscher Taschenbuch Verlag, München 2006, ISBN 3-423-13411-9.
- Siegfried Lenz: Tysktime. Gyldendal, 1970, oversætter Birgitte Brix, s. 492 ISBN 9788799803002.